# Jernej Ambrozic
Jernej Ambrozic is een Sloveens sportvisser.

## Levensloop
Hij werd wereldkampioen hengelen in het Bulgaarse Plovdiv in 2016.

## Palmares

### Individueel
- 2016:  - WK voor landenteams